# حیدرآباد (گرمسیر)
حیدرآباد یک روستا در ایران است که از توابع بخش مهاباد شهرستان اردستان واقع شده‌است. حیدرآباد ۲۷۶ نفر جمعیت دارد.